# Gens Sempronia
Sempronia era il nomen di una gens dell'antica Roma, con un ramo patrizio e uno plebeo.

## Onomastica
L'uso nell'onomastica latina era:
- Sempronius, maschile singolare (nomen)
- Sempronia, femminile singolare (nomen)
- Sempronianus, maschile singolare (cognomen) per i maschi che erano nati all'interno della gens e poi adottati da altri.

## I patrizi
Parecchi tra i primi consoli di Roma tra il 497 a.C. e il 416 a.C., appartennero al ramo patrizio della gens Sempronia. Uno dei Semproni patrizi divenne censore nel 444 a.C..

## I plebei
Sebbene la più famosa gens Sempronia plebea non fosse imparentata con quella patrizia, questa era considerata una delle più importanti famiglie durante il periodo della repubblica. La gens raggiunse l'apice del potere tra il 304 a.C. e il 121 a.C., dando i natali a parecchi consoli, censori, pretori e tribuni della plebe.
La gens era divisa i diversi rami, tra i quali i più importanti politicamente erano:
- Semproni Blesi, questo ramo ebbe due consolati, tenuti da Gaio Sempronio Bleso nel 253 e nel 244 a.C.
- Semproni Gracchi, questo ramo ebbe tre consoli, tutti di nome Tiberio Sempronio Gracco, che tennero cinque consolati (il primo divenne console nel 238; il secondo, figlio del primo, nel 215 e 213; il terzo, nipote del secondo, nel 177 e 163 a.C.), un censore (sempre l'ultimo dei tre, nel 169 a.C.) e due tribuni della plebe (i fratelli Gaio Sempronio Gracco e Tiberio Sempronio Gracco, figli dell'ultimo dei tre Tiberii, quello due volte console e censore). Nel 170 a.C. per volere del censore Tiberio Sempronio Gracco fu eretta la Basilica Sempronia. Questo ramo apparentemente era ancora attivo intorno al 2 a.C., quando Giulia, la figlia di Augusto, fu esiliata con il suo amante Tiberio Sempronio Gracco. I figli di quest'ultimo morirono piccoli.
- Semproni Longi, questo ramo ebbe due consoli, padre (Tiberio Sempronio Longo (console nel 218 a.C.)) e figlio (Tiberio Sempronio Longo (console nel 194 a.C.)). Questo nome probabilmente derivava da un antenato molto alto di statura.
- Semproni Sofi, faceva parte di questo ramo Caius Sempronius Sophus, il primo console plebeo della gens Sempronia. Un suo omonimo, probabilmente suo figlio, divenne console nel 268 a.C., fu più noto per aver divorziato dalla moglie per partecipare ai Ludi Romani senza la sua conoscenza. Entrambi divennero censori.
- Semproni Tuditani, questo ramo ebbe tre consoli, il più distinto fu Publio Sempronio Tuditano, eletto nel 204 a.C., partecipò alla battaglia di Canne come tribuno militare.